# Axé - Gente Amiga do Samba
Axé - Gente Amiga do Samba é o quinto e último álbum de estúdio do sambista carioca Candeia. Lançado em novembro de 1978, pouco dias após a sua morte, é considerado um dos discos mais importantes da história do samba.

## História
Tido como o resultado, em certa medida, das posições assumidas e defendidas por Candeia em "Escola de Samba, Árvore que Esqueceu a Raiz", livro escrito em parceria com Isnard Araújo, o disco é um resgate de figuras importantes da história do samba. O sambista Chico Santana (autor do hino da Portela, escola de samba do coração de Candeia) participa da faixa "Ouço uma Voz", composta em 1931 por Nelson Amorim, outro compositor histórico. Também de 1931, "Vivo Isolado do Mundo", de Alcides Dias Lopes, o “malandro histórico”, tem a participação de Manacéa, figura legendária do samba carioca. Oswaldo dos Santos, mais conhecido como Alvaiade e afastado havia duas décadas dos estúdios, versa com Candeia na faixa "Ouro Desça do Seu Trono", um das composições mais significativas de Paulo da Portela, outro grande personagem da história do samba, morto em 1949. Nesses sambas compostos nas décadas de 1930 e 1940, que são dotados apenas de primeiras partes, Candeia acrescentou os demais versos, mantendo-se, porém, fiel aos autores e ao espírito melódico e poético originais. Também representando a manutenção da tradição do samba carioca, Candeia convidou a Velha Guarda da Portela, que ajudou a reproduzir um ambiente de legítimo pagode, onde aparecem a improvisação, a caixa de fósforos, o partido alto e até o ruído explícito de copos e garrafas. Tomam ainda parte desse cenário Clementina de Jesus e Dona Ivone Lara.
Além do papel de preservar a tradição do samba, o disco traz composições de Candeia, como "Pintura sem arte" (de 1978), "Dia de Graça" (de 1966), "Gamação" (de 1977) e, em parceria, "Peixeiro granfino (com Bretas, de 1978), "Amor não é brinquedo (com Martinho da Vila, de 1978), "Mil réis" (com Noca da Portela, de 1974) e "Zé Tambozeiro" (com Vandinho, de 1976).
O disco foi lançado poucos dias após a morte do sambista, que morreu em 16 de novembro de 1978 em decorrência de uma insuficiência renal.

## Faixas

### Disco
Lado A
1. Pintura sem arte (Candeia) – 3:55
2. Ouro desça do seu trono (Paulo da Portela) / Mil réis (Candeia, Noca da Portela) – 4:50
3. Vivo isolado no mundo (Alcides Malandro Histórico da Portela) / Amor não é brinquedo (Candeia, Martinho da Vila) - 5:14
4. Zé Tambozeiro (Tambor de Angola) (Vandinho, Candeia) - 2:13

Lado B
1. Dia de graça (Candeia) - 3:16
2. Gamação (Candeia) / Peixeiro Granfino (Bretas, Candeia) / Ouço uma voz (Nelson Amorim) / Vem amenizar (Candeia, Waldir 59) - 9:21
3. O Invocado (Casquinha) / Beberrão (Aniceto do Império, Mulequinho) - 4:01

## Ficha técnica
- Produção: João de Aquino
- Direção de produção: Guti
- Co-produção: Jodeli Muniz
- Direção de gravina: Edeltrudes Marques (Dudu)
- Manipulando os botões de gravação: Vitor e Toninho
- Auxiliares de gravação: Rafael, Filé e Cláudio
- Na birita e no café: Seu Manuel
- Arregimentação e grande força: Zezinho
- Cobrando os trabalhos na coxia: Lena Frias, Clovis Scarpino e Francisco Vieira
- Rainha dos quitutes: Leonilda
- Gravado nos estúdios Transamérica no Rio de Janeiro
- Coordenação de capa: Cláudio Carvalho
- Arte: Lobianco
- Foto: Ivan Cardoso
- Arte final: Ruth Freihof
- Surdo: Gordinho
- Pandeiro: Testa
- Tamborim: Marçal e Luna
- Cuíca: Marçal
- Repique de mão: Doutor
- Repique de pau: Carlinhos
- Tumbadora: Geraldo Bongô
- Agogô: Canegal
- Bateria: Fernando e Wilson das Neves
- Apito: Candeia
- Violão de 7 cordas: Valter Silva
- Violão de 6 cordas: João de Aquino
- Cavaco: Volmar
- Flauta: Copinha
- Bandolim: Niquinho
- Convidados especiais: Alvaiade (em "Ouro Desça Do Seu Trono"), Manacéa (em "Vivo Isolado No Mundo"), Clementina de Jesus e José de Aquino (em "Zé Tambozeiro (Tambor de Angola)"), Dona Ivone Lara (em "Peixeiro Granfino"), Chico Santana (em "Ouço Uma Voz"), Casquinha (em "O Invocado") e Velha Guarda da Portela (coro)
- Coro: Tufy, China, Inácio, Laís, Vera, Nadir e Marli